# NHL 12
NHL 12 est un jeu vidéo  de hockey sur glace  qui est sorti le 8 septembre 2011 en France et le 13 septembre aux États-Unis sur PlayStation 3 et Xbox 360
Le jeu est basé principalement sur les équipes et les joueurs de la LNH. Steven Stamkos du Lightning de Tampa Bay figure sur la couverture du jeu.

## Nouveautés
- Contact avec les gardiens de buts
- Possibilité de créer des joueurs féminins
- Mode be a legend qui permet de faire relancer la carrière d'une légende. La liste comprend Ray Bourque, Chris Chelios, Steve Yzerman, Patrick Roy, Jeremy Roenick, Gordie Howe, Mario Lemieux, Börje Salming et Wayne Gretzky
- Possibilité de jouer dans la Ligue canadienne de hockey pendant quatre saisons dans le monde be a pro

## Bande-son
| Chanson                           | Artiste                  |
| --------------------------------- | ------------------------ |
| Occult Enemies                    | Against Me!              |
| I'm Alive                         | Anthrax                  |
| Standing on the Edge of the Noise | Beady Eye                |
| Mony Mony                         | Billy Idol               |
| That Fire                         | Black Tide               |
| Farewell                          | Blackguard               |
| The Sound of Winter               | Bush                     |
| I Wish I Could Steal A Sunset     | Death Letters            |
| Hang 'Em High                     | Dropkick Murphys         |
| Don't Bring Me Down               | Electric Light Orchestra |
| You've Got Another Thing Comin'   | Judas Priest             |
| April Fool                        | Manchester Orchestra     |
| Busy Bein' Born                   | Middle Class Rut         |
| Whatever You Got, I’m Against It  | Murderdolls              |

## Accueil
- Jeuxvideo.com : 16/20[1]